# Dendropanax maritimus
Dendropanax maritimus är en araliaväxtart som beskrevs av M.J.Cannon och Cannon. Dendropanax maritimus ingår i släktet Dendropanax och familjen Araliaceae. Inga underarter finns listade.